# Восточный Пшарт
Восточный Пшарт (тадж. Пшарти Шарқӣ) — пересыхающая река (сухое русло) в Мургабском районе Горно-Бадахшанской автономной области Таджикистана. Является правым притоком реки Акбайтал, правого притока Мургаба. Проходит по широкой долине в юго-восточном Памире между Пшартским хребтом (на юге) и Маргоб (на севере). Близ устья пересекает Памирский тракт и впадает в Акбайтал к северо-востоку от посёлка Мургаб.
Питание реки ледниково-снеговое. Русло наполняется только в самые жаркие летние дни, когда сильно тают ледники на склонах Музкола.
Долина сложена мел-палеогеновыми отложениями. По долине проходит путь через перевал Сафедсанг (Ак-Таш) на высоте 4235 метров, который соединяет долины рек Западный и Восточный Пшарт. В нижней части долины Восточного Пшарта по надпойменной террасе расположены поля. Здесь сеют ячмень. В верхней части долины, где по боковым щелям расположены летние пастбища, стоят фермы.
Правые притоки: Сияхсангоб (Кара-Джылга), Гунбазкул Северный (Гумбезкол Северный), Фарохруд (Кенг-Джылга).
Левые притоки: Хамдарё (Моло-Кара-Джилга), Яхджилва (Ак-Джилга), Чакраоб (Селы-Мулла).